# Red Arrows FC
Red Arrows Football Club is een Zambiaanse voetbalclub uit Lusaka. De club speelt haar thuiswedstrijden in het Nkolomastadion, dat plaats biedt aan 15.000 toeschouwers. De club staat bekend onder de bijnaam "Airmen" en komt uit in de Zambia Super League, de hoogste voetbalcompetitie van Zambia. 

## Successen
Red Arrows FC heeft door de jaren heen verschillende nationale en regionale titels gewonnen, waaronder drie Zambiaanse Premier League-titels (2004, 2022, 2023-24) en drie Zambiaanse Charity Shields (2005, 2022, 2024). Internationaal behaalde de club in 2024 de overwinning in de CECAFA Kagame Cup, een regionale competitie voor Oost- en Centraal-Afrikaanse clubs, door het Rwandese APR FC te verslaan na een spannende strafschoppenreeks.

### Deelname aan Continentale Competities
Red Arrows FC heeft meerdere keren deelgenomen aan continentale competities zoals de CAF Champions League en de CAF Confederation Cup De club bereikte in 2005 de tweede ronde van de Champions League en speelde in verschillende rondes van de Confederation Cup, waarbij ze hun ervaring en competitievaardigheden verder konden ontwikkelen in het Afrikaanse clubvoetbal.